# Polarimeter
Een polarimeter is een optisch instrument om de hoek van optische rotatie (verdraaiingshoek) van gepolariseerd licht door optisch actieve stoffen te meten. Een polarimeter bestaat grofweg uit een monochromatische lichtbron, een polarisator om lineair gepolariseerd licht te verkrijgen, een monsterbuis met vensters en een analysator om het polarisatievlak van het uittredende licht te meten. Een gedetailleerde uitleg staat op de pagina over polarimetrie.

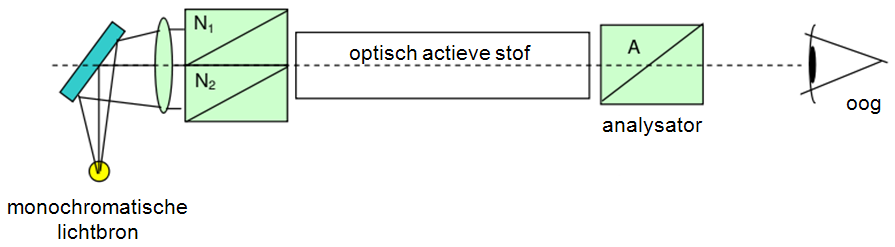
Schematische voorstelling van een polarimeter.

De polarimeter werd uitgevonden door François Arago. Voor het bepalen van de draaiingshoek werden goniometers gebruikt en het menselijk oog voor waarneming. In plaats van het oog worden tegenwoordig in steeds meer moderne polarimeters fotocellen gebruikt voor de waarnemingen.